# Курт Шоу
Курт Шоу (англ. Kurt Shaw, нар. 1 квітня 1999, Сліма, Мальта) — мальтійський футболіст, захисник клубу «Гіберніанс» та національної збірної Мальти.

## Ігрова кар'єра

### Клубна
Курт Шоу є вихованцем футбольної школи клубу «Сліма Вондерерс» зі свого рідного міста Сліма. Дебют футболіста на дорослому рівні відбувся у сезоні 2016/17, де він зіграв лише один поєдинок. Починаючи з сезону 2018/19 Шоу стає повноцінним гравцем основи команди.
Влітку 2022 року Курт Шоу як вільний агент переходить до клубу «Гіберніанс». І першу гру у новій команді захисник провів 16 жовтня 2022 року в рамках чемпіонату Мальти.

### Збірна
З 2015 року Курт Шоу виступав за юнацькі та молодіжну збірну Мальти. 12 жовтня 2019 року у матчі кваліфікації жо Євро - 2020 проти команди Швеції Шоу дебютував у складі національної збірної Мальти.

## Титули
Гіберніанс
 Переможець Суперкубка Мальти: 2022
 Переможець Кубка Мальти: 2024/25